# Marcus Annaeus Novatus
Marcus Annaeus Novatus vagy Lucius Iunius Gallio Annaeanus (Hispania, i. e. 3 – i. sz. 66) római szónok, consul, achaiai proconsul 51–52-ben.
Lucius Annaeus Seneca Maior és Helvia fia, Lucius Annaeus Seneca és Marcus Annaeus Mela testvére. A szónok Lucius Iunius Gallio adoptálta, így később ezt a nevet vette fel. Kiváló szónok volt.
Az apostolok cselekedetei (18,12-17) Gallio néven említi. Nem volt hajlandó a zsidók belső, teológiai vitájának tekintett konfliktusba beavatkozni, Pált elítélni. Ezzel hosszú időre meghatározta a hatóságok viselkedését a keresztényekkel szemben. Felvilágosult, nagy műveltségű római volt. Nero – talán éppen ezért – őt is, mint testvérét öngyilkosságra kényszerítette.
Életéről a Biblián kívül az 1905-ben a delphoi Apollón-szentély romjai közt felfedezett felirat tanúskodik, melynek szövege azonban csupán 1970-ben vált ismertté. Proconsulsága a Pál-életrajz egyik legszilárdabb pontja.
| Elődei: Quintus Volusius Saturninus és Publius Cornelius Scipio | Consul 56. július–augusztus (consul suffectus) collega: Titus Cutius Cilcus | Utódai: ? és ? szeptember–október |